# Luc Christophle
Pour les articles homonymes, voir Christophle.
Luc Christophle est un homme politique français né le 13 octobre 1827 à Issoire (Puy-de-Dôme) et décédé le 7 octobre 1907 à Clermont-Ferrand (Puy-de-Dôme).

## Biographie
Il entre dans l'administration après le coup d'État du 2 décembre 1851. À partir du 15 février 1852, il est conseiller de préfecture dans la Somme puis dans le Puy-de-Dôme. Il est nommé sous-préfet d'Ambert le 8 août 1855, secrétaire général de la préfecture de l'Hérault le 2 juin 1857 puis des Alpes-Maritimes.
Il est député du Puy-de-Dôme de 1861 à 1870, siégeant dans la majorité soutenant le Second Empire, et conseiller général.
Il est enterré dans le caveau de la famille Fleury-Christophle au cimetière des Carmes de Clermont-Ferrand (allée 12).

## Sources
- « Luc Christophle », dans Adolphe Robert et Gaston Cougny, Dictionnaire des parlementaires français, Edgar Bourloton, 1889-1891 [détail de l’édition] [texte sur Sycomore]
- Georges Bonnefoy, Histoire de l'administration civile dans la province d'Auvergne et le département du Puy-de-Dôme : depuis les temps les plus reculés jusqu'à nos jours, suivie d'une revue biographique illustrée des membres de l'état politique moderne (députés et sénateurs), vol. 1, Paris, E. Lechevalier, 1895 (BNF 30128585, lire en ligne), p. 537.